# 那覇市立真和志小学校
那覇市立真和志小学校（なはしりつ まわししょうがっこう）は、沖縄県那覇市寄宮3丁目にある公立小学校。那覇市立真和志こども園を併設している。

## 沿革
- 1880年（明治13年）3月5日 - 字上間の旧番所跡に開校。
- 1896年（明治29年）4月1日 - 現在地へ移転。
- 1903年（明治36年）4月1日 - 真和志尋常高等小学校と改称。
- 1940年（昭和15年）4月1日 - 楚辺尋常小学校を分離。
- 1941年（昭和16年）4月1日 - 国民学校令により真和志国民学校と改称。
- 1945年（昭和20年）4月 - 沖縄戦により校舎が全壊。
- 1946年（昭和21年）
  - 2月1日 - 糸満町（現・糸満市）米須に真和志初等学校として開校。
  - 5月 - 豊見城村（現・豊見城市）字嘉数へ移転。
- 1947年（昭和22年）1月12日 - 現在地へ移転。
- 1948年（昭和23年）9月 - 校章制定。
- 1949年（昭和24年）10月 - 木造の仮校舎が竣工。
- 1952年（昭和27年）4月1日 - 真和志村教育区立真和志小学校となる。
- 1953年（昭和28年）10月1日 - 市制施行により、真和志市教育区立真和志小学校と改称。
- 1957年（昭和32年）12月17日 - 真和志市が那覇市に編入合併。那覇市教育区立真和志小学校と改称。
- 1963年（昭和38年）2月1日 - 那覇市立識名小学校を分離。
- 1972年（昭和47年）5月15日 - 沖縄復帰により、那覇市立真和志小学校と改称。
- 1980年（昭和55年）3月8日 - 創立百周年記念式典を挙行。

## 周辺
- 那覇小学校真和志こども園 - 同一敷地内でかつ、進級前こども園。
- 沖縄県道46号線
- 沖縄県道222号真地泉崎線
  - 上記県道2路線は、学校付近で交差する。
- 学校法人相愛学園相愛幼稚園
- 那覇市立寄宮中学校
- 沖縄県立那覇特別支援学校
- 沖縄県子ども生活福祉部女性相談所
- 沖縄南部療育医療センター（沖縄肢体不自由児協会）
- 那覇市役所真和志支所

## アクセス
- 那覇バス・沖縄バスで、真和志小学校前停留所下車後、
  - 那覇バス2系統・4系統・14系統の各系統、沖縄バス35系統・40系統・235系統・309系統・335系統の各系統で、
    - 寄宮・新川営業所・首里城公園方面（那覇バス）行、志多伯・糸満・南城方面（沖縄バス）行のりばから、徒歩約145m・約数分。
    - 国際通り・那覇バスターミナル・おもろまち駅方面行（那覇バス）、那覇バスターミナル・おもろまち駅方面（沖縄バス）行のりばから、徒歩約140m・約数分。

  - 那覇バス6系統で、
    - おもろまち駅方面行のりばから、徒歩約195m・約3分。
    - 那覇バスターミナル方面行のりばから、徒歩約210m・約3分。